# جری تورپین
جری تورپین (انگلیسی: Gerry Turpin; ۱ سپتامبر ۱۹۲۵ – ۱۶ سپتامبر ۱۹۹۷) فیلم‌بردار اهل بریتانیا بود
وی در سال ۱۹۶۷ و ۱۹۶۹ برنده جایزه بفتای بهترین فیلم‌برداری شده است.

## فیلم‌بردار
- The Queen's Guards (۱۹۶۱)
- جلسه احضار ارواح در یک بعدازظهر بارانی (۱۹۶۴) (photographed by)
- The Wrong Box (۱۹۶۶) (photographed by)
- Dutchman (۱۹۶۷)
- نجواگران (۱۹۶۷) (photographed by)
- The Bobo (۱۹۶۷) (photographed by)
- تله مرگبار (۱۹۶۸)
- Diamonds for Breakfast (1968)
- اوه! چه جنگ دلپذیری (۱۹۶۹)
- هافمن (۱۹۷۰) (director of photography)
- The Man Who Had Power Over Women (۱۹۷۰)
- I Want What I Want (۱۹۷۲)
- What Became of Jack and Jill? (۱۹۷۲)
- وینستون جوان (۱۹۷۲) (director of photography)
- The Last of Sheila (۱۹۷۳) (director of photography)
- دکتر و شیاطین (۱۹۸۵)